# دييغو دانيال بوستوس
دييغو دانيال بوستوس (بالإسبانية: Diego Daniel Bustos)‏ هو لاعب كرة قدم أرجنتيني، ولد في 28 أبريل 1974 في Zavalla, Santa Fe ‏ في الأرجنتين. لعب مع أرجنتينوس جونيورز وتيبورونيس روخوس دي فيراكروز وفيرو كاريل أويستي وكيلمس ونادي إيميلك ونادي لانوس ونادي نانت.